# Вукчевич, Милан
Ми́лан Ра́дое Ву́кчевич (серб. Милан Радоје Вукчевић / Milan Radoje Vukčević, англ. Milan Rodoje Vukcevich; 11 марта 1937, Белград — 10 мая 2003) — югославский и американский шахматист и шахматный композитор; гроссмейстер (1988) и арбитр (1980) по шахматной композиции. Физик. С 1963 проживал в США. 
В составе сборной Югославии участник следующих соревнований:
- 2 командных чемпионата мира среди студентов (1958, 1960). В чемпионате 1960 года команда Югославии заняла 3-е место, а М. Вукчевич показал лучший результат на 2-й доске.
- 14-я шахматная олимпиада (1960) в Лейпциге. Команда Югославии заняла 3-е место.

Бронзовый призёр чемпионата США 1975 года. Участник зонального турнира ФИДЕ (1975) — 3-е место. 
С 1946 опубликовал свыше 300 композиций разных жанров.

## Задачи
|   | a | b | c | d | e | f | g | h |   |
| - | --- | --- | --- | --- | --- | --- | --- | --- | - |
| 8 | c8 белый слон · a7 белый король · f7 белый конь · a6 чёрная пешка · d6 чёрная пешка · g6 чёрная пешка · d5 чёрная пешка · g5 белый слон · h5 чёрный король · a4 белая пешка · b4 чёрная пешка · d4 белый конь · a3 чёрная ладья · c3 белая пешка · d3 чёрная пешка · g3 чёрный слон · a2 чёрный слон · b2 чёрная пешка · g2 белая пешка · c1 чёрный конь · g1 чёрный конь | c8 белый слон · a7 белый король · f7 белый конь · a6 чёрная пешка · d6 чёрная пешка · g6 чёрная пешка · d5 чёрная пешка · g5 белый слон · h5 чёрный король · a4 белая пешка · b4 чёрная пешка · d4 белый конь · a3 чёрная ладья · c3 белая пешка · d3 чёрная пешка · g3 чёрный слон · a2 чёрный слон · b2 чёрная пешка · g2 белая пешка · c1 чёрный конь · g1 чёрный конь | c8 белый слон · a7 белый король · f7 белый конь · a6 чёрная пешка · d6 чёрная пешка · g6 чёрная пешка · d5 чёрная пешка · g5 белый слон · h5 чёрный король · a4 белая пешка · b4 чёрная пешка · d4 белый конь · a3 чёрная ладья · c3 белая пешка · d3 чёрная пешка · g3 чёрный слон · a2 чёрный слон · b2 чёрная пешка · g2 белая пешка · c1 чёрный конь · g1 чёрный конь | c8 белый слон · a7 белый король · f7 белый конь · a6 чёрная пешка · d6 чёрная пешка · g6 чёрная пешка · d5 чёрная пешка · g5 белый слон · h5 чёрный король · a4 белая пешка · b4 чёрная пешка · d4 белый конь · a3 чёрная ладья · c3 белая пешка · d3 чёрная пешка · g3 чёрный слон · a2 чёрный слон · b2 чёрная пешка · g2 белая пешка · c1 чёрный конь · g1 чёрный конь | c8 белый слон · a7 белый король · f7 белый конь · a6 чёрная пешка · d6 чёрная пешка · g6 чёрная пешка · d5 чёрная пешка · g5 белый слон · h5 чёрный король · a4 белая пешка · b4 чёрная пешка · d4 белый конь · a3 чёрная ладья · c3 белая пешка · d3 чёрная пешка · g3 чёрный слон · a2 чёрный слон · b2 чёрная пешка · g2 белая пешка · c1 чёрный конь · g1 чёрный конь | c8 белый слон · a7 белый король · f7 белый конь · a6 чёрная пешка · d6 чёрная пешка · g6 чёрная пешка · d5 чёрная пешка · g5 белый слон · h5 чёрный король · a4 белая пешка · b4 чёрная пешка · d4 белый конь · a3 чёрная ладья · c3 белая пешка · d3 чёрная пешка · g3 чёрный слон · a2 чёрный слон · b2 чёрная пешка · g2 белая пешка · c1 чёрный конь · g1 чёрный конь | c8 белый слон · a7 белый король · f7 белый конь · a6 чёрная пешка · d6 чёрная пешка · g6 чёрная пешка · d5 чёрная пешка · g5 белый слон · h5 чёрный король · a4 белая пешка · b4 чёрная пешка · d4 белый конь · a3 чёрная ладья · c3 белая пешка · d3 чёрная пешка · g3 чёрный слон · a2 чёрный слон · b2 чёрная пешка · g2 белая пешка · c1 чёрный конь · g1 чёрный конь | c8 белый слон · a7 белый король · f7 белый конь · a6 чёрная пешка · d6 чёрная пешка · g6 чёрная пешка · d5 чёрная пешка · g5 белый слон · h5 чёрный король · a4 белая пешка · b4 чёрная пешка · d4 белый конь · a3 чёрная ладья · c3 белая пешка · d3 чёрная пешка · g3 чёрный слон · a2 чёрный слон · b2 чёрная пешка · g2 белая пешка · c1 чёрный конь · g1 чёрный конь | 8 |
| 7 | c8 белый слон · a7 белый король · f7 белый конь · a6 чёрная пешка · d6 чёрная пешка · g6 чёрная пешка · d5 чёрная пешка · g5 белый слон · h5 чёрный король · a4 белая пешка · b4 чёрная пешка · d4 белый конь · a3 чёрная ладья · c3 белая пешка · d3 чёрная пешка · g3 чёрный слон · a2 чёрный слон · b2 чёрная пешка · g2 белая пешка · c1 чёрный конь · g1 чёрный конь | c8 белый слон · a7 белый король · f7 белый конь · a6 чёрная пешка · d6 чёрная пешка · g6 чёрная пешка · d5 чёрная пешка · g5 белый слон · h5 чёрный король · a4 белая пешка · b4 чёрная пешка · d4 белый конь · a3 чёрная ладья · c3 белая пешка · d3 чёрная пешка · g3 чёрный слон · a2 чёрный слон · b2 чёрная пешка · g2 белая пешка · c1 чёрный конь · g1 чёрный конь | c8 белый слон · a7 белый король · f7 белый конь · a6 чёрная пешка · d6 чёрная пешка · g6 чёрная пешка · d5 чёрная пешка · g5 белый слон · h5 чёрный король · a4 белая пешка · b4 чёрная пешка · d4 белый конь · a3 чёрная ладья · c3 белая пешка · d3 чёрная пешка · g3 чёрный слон · a2 чёрный слон · b2 чёрная пешка · g2 белая пешка · c1 чёрный конь · g1 чёрный конь | c8 белый слон · a7 белый король · f7 белый конь · a6 чёрная пешка · d6 чёрная пешка · g6 чёрная пешка · d5 чёрная пешка · g5 белый слон · h5 чёрный король · a4 белая пешка · b4 чёрная пешка · d4 белый конь · a3 чёрная ладья · c3 белая пешка · d3 чёрная пешка · g3 чёрный слон · a2 чёрный слон · b2 чёрная пешка · g2 белая пешка · c1 чёрный конь · g1 чёрный конь | c8 белый слон · a7 белый король · f7 белый конь · a6 чёрная пешка · d6 чёрная пешка · g6 чёрная пешка · d5 чёрная пешка · g5 белый слон · h5 чёрный король · a4 белая пешка · b4 чёрная пешка · d4 белый конь · a3 чёрная ладья · c3 белая пешка · d3 чёрная пешка · g3 чёрный слон · a2 чёрный слон · b2 чёрная пешка · g2 белая пешка · c1 чёрный конь · g1 чёрный конь | c8 белый слон · a7 белый король · f7 белый конь · a6 чёрная пешка · d6 чёрная пешка · g6 чёрная пешка · d5 чёрная пешка · g5 белый слон · h5 чёрный король · a4 белая пешка · b4 чёрная пешка · d4 белый конь · a3 чёрная ладья · c3 белая пешка · d3 чёрная пешка · g3 чёрный слон · a2 чёрный слон · b2 чёрная пешка · g2 белая пешка · c1 чёрный конь · g1 чёрный конь | c8 белый слон · a7 белый король · f7 белый конь · a6 чёрная пешка · d6 чёрная пешка · g6 чёрная пешка · d5 чёрная пешка · g5 белый слон · h5 чёрный король · a4 белая пешка · b4 чёрная пешка · d4 белый конь · a3 чёрная ладья · c3 белая пешка · d3 чёрная пешка · g3 чёрный слон · a2 чёрный слон · b2 чёрная пешка · g2 белая пешка · c1 чёрный конь · g1 чёрный конь | c8 белый слон · a7 белый король · f7 белый конь · a6 чёрная пешка · d6 чёрная пешка · g6 чёрная пешка · d5 чёрная пешка · g5 белый слон · h5 чёрный король · a4 белая пешка · b4 чёрная пешка · d4 белый конь · a3 чёрная ладья · c3 белая пешка · d3 чёрная пешка · g3 чёрный слон · a2 чёрный слон · b2 чёрная пешка · g2 белая пешка · c1 чёрный конь · g1 чёрный конь | 7 |
| 6 | c8 белый слон · a7 белый король · f7 белый конь · a6 чёрная пешка · d6 чёрная пешка · g6 чёрная пешка · d5 чёрная пешка · g5 белый слон · h5 чёрный король · a4 белая пешка · b4 чёрная пешка · d4 белый конь · a3 чёрная ладья · c3 белая пешка · d3 чёрная пешка · g3 чёрный слон · a2 чёрный слон · b2 чёрная пешка · g2 белая пешка · c1 чёрный конь · g1 чёрный конь | c8 белый слон · a7 белый король · f7 белый конь · a6 чёрная пешка · d6 чёрная пешка · g6 чёрная пешка · d5 чёрная пешка · g5 белый слон · h5 чёрный король · a4 белая пешка · b4 чёрная пешка · d4 белый конь · a3 чёрная ладья · c3 белая пешка · d3 чёрная пешка · g3 чёрный слон · a2 чёрный слон · b2 чёрная пешка · g2 белая пешка · c1 чёрный конь · g1 чёрный конь | c8 белый слон · a7 белый король · f7 белый конь · a6 чёрная пешка · d6 чёрная пешка · g6 чёрная пешка · d5 чёрная пешка · g5 белый слон · h5 чёрный король · a4 белая пешка · b4 чёрная пешка · d4 белый конь · a3 чёрная ладья · c3 белая пешка · d3 чёрная пешка · g3 чёрный слон · a2 чёрный слон · b2 чёрная пешка · g2 белая пешка · c1 чёрный конь · g1 чёрный конь | c8 белый слон · a7 белый король · f7 белый конь · a6 чёрная пешка · d6 чёрная пешка · g6 чёрная пешка · d5 чёрная пешка · g5 белый слон · h5 чёрный король · a4 белая пешка · b4 чёрная пешка · d4 белый конь · a3 чёрная ладья · c3 белая пешка · d3 чёрная пешка · g3 чёрный слон · a2 чёрный слон · b2 чёрная пешка · g2 белая пешка · c1 чёрный конь · g1 чёрный конь | c8 белый слон · a7 белый король · f7 белый конь · a6 чёрная пешка · d6 чёрная пешка · g6 чёрная пешка · d5 чёрная пешка · g5 белый слон · h5 чёрный король · a4 белая пешка · b4 чёрная пешка · d4 белый конь · a3 чёрная ладья · c3 белая пешка · d3 чёрная пешка · g3 чёрный слон · a2 чёрный слон · b2 чёрная пешка · g2 белая пешка · c1 чёрный конь · g1 чёрный конь | c8 белый слон · a7 белый король · f7 белый конь · a6 чёрная пешка · d6 чёрная пешка · g6 чёрная пешка · d5 чёрная пешка · g5 белый слон · h5 чёрный король · a4 белая пешка · b4 чёрная пешка · d4 белый конь · a3 чёрная ладья · c3 белая пешка · d3 чёрная пешка · g3 чёрный слон · a2 чёрный слон · b2 чёрная пешка · g2 белая пешка · c1 чёрный конь · g1 чёрный конь | c8 белый слон · a7 белый король · f7 белый конь · a6 чёрная пешка · d6 чёрная пешка · g6 чёрная пешка · d5 чёрная пешка · g5 белый слон · h5 чёрный король · a4 белая пешка · b4 чёрная пешка · d4 белый конь · a3 чёрная ладья · c3 белая пешка · d3 чёрная пешка · g3 чёрный слон · a2 чёрный слон · b2 чёрная пешка · g2 белая пешка · c1 чёрный конь · g1 чёрный конь | c8 белый слон · a7 белый король · f7 белый конь · a6 чёрная пешка · d6 чёрная пешка · g6 чёрная пешка · d5 чёрная пешка · g5 белый слон · h5 чёрный король · a4 белая пешка · b4 чёрная пешка · d4 белый конь · a3 чёрная ладья · c3 белая пешка · d3 чёрная пешка · g3 чёрный слон · a2 чёрный слон · b2 чёрная пешка · g2 белая пешка · c1 чёрный конь · g1 чёрный конь | 6 |
| 5 | c8 белый слон · a7 белый король · f7 белый конь · a6 чёрная пешка · d6 чёрная пешка · g6 чёрная пешка · d5 чёрная пешка · g5 белый слон · h5 чёрный король · a4 белая пешка · b4 чёрная пешка · d4 белый конь · a3 чёрная ладья · c3 белая пешка · d3 чёрная пешка · g3 чёрный слон · a2 чёрный слон · b2 чёрная пешка · g2 белая пешка · c1 чёрный конь · g1 чёрный конь | c8 белый слон · a7 белый король · f7 белый конь · a6 чёрная пешка · d6 чёрная пешка · g6 чёрная пешка · d5 чёрная пешка · g5 белый слон · h5 чёрный король · a4 белая пешка · b4 чёрная пешка · d4 белый конь · a3 чёрная ладья · c3 белая пешка · d3 чёрная пешка · g3 чёрный слон · a2 чёрный слон · b2 чёрная пешка · g2 белая пешка · c1 чёрный конь · g1 чёрный конь | c8 белый слон · a7 белый король · f7 белый конь · a6 чёрная пешка · d6 чёрная пешка · g6 чёрная пешка · d5 чёрная пешка · g5 белый слон · h5 чёрный король · a4 белая пешка · b4 чёрная пешка · d4 белый конь · a3 чёрная ладья · c3 белая пешка · d3 чёрная пешка · g3 чёрный слон · a2 чёрный слон · b2 чёрная пешка · g2 белая пешка · c1 чёрный конь · g1 чёрный конь | c8 белый слон · a7 белый король · f7 белый конь · a6 чёрная пешка · d6 чёрная пешка · g6 чёрная пешка · d5 чёрная пешка · g5 белый слон · h5 чёрный король · a4 белая пешка · b4 чёрная пешка · d4 белый конь · a3 чёрная ладья · c3 белая пешка · d3 чёрная пешка · g3 чёрный слон · a2 чёрный слон · b2 чёрная пешка · g2 белая пешка · c1 чёрный конь · g1 чёрный конь | c8 белый слон · a7 белый король · f7 белый конь · a6 чёрная пешка · d6 чёрная пешка · g6 чёрная пешка · d5 чёрная пешка · g5 белый слон · h5 чёрный король · a4 белая пешка · b4 чёрная пешка · d4 белый конь · a3 чёрная ладья · c3 белая пешка · d3 чёрная пешка · g3 чёрный слон · a2 чёрный слон · b2 чёрная пешка · g2 белая пешка · c1 чёрный конь · g1 чёрный конь | c8 белый слон · a7 белый король · f7 белый конь · a6 чёрная пешка · d6 чёрная пешка · g6 чёрная пешка · d5 чёрная пешка · g5 белый слон · h5 чёрный король · a4 белая пешка · b4 чёрная пешка · d4 белый конь · a3 чёрная ладья · c3 белая пешка · d3 чёрная пешка · g3 чёрный слон · a2 чёрный слон · b2 чёрная пешка · g2 белая пешка · c1 чёрный конь · g1 чёрный конь | c8 белый слон · a7 белый король · f7 белый конь · a6 чёрная пешка · d6 чёрная пешка · g6 чёрная пешка · d5 чёрная пешка · g5 белый слон · h5 чёрный король · a4 белая пешка · b4 чёрная пешка · d4 белый конь · a3 чёрная ладья · c3 белая пешка · d3 чёрная пешка · g3 чёрный слон · a2 чёрный слон · b2 чёрная пешка · g2 белая пешка · c1 чёрный конь · g1 чёрный конь | c8 белый слон · a7 белый король · f7 белый конь · a6 чёрная пешка · d6 чёрная пешка · g6 чёрная пешка · d5 чёрная пешка · g5 белый слон · h5 чёрный король · a4 белая пешка · b4 чёрная пешка · d4 белый конь · a3 чёрная ладья · c3 белая пешка · d3 чёрная пешка · g3 чёрный слон · a2 чёрный слон · b2 чёрная пешка · g2 белая пешка · c1 чёрный конь · g1 чёрный конь | 5 |
| 4 | c8 белый слон · a7 белый король · f7 белый конь · a6 чёрная пешка · d6 чёрная пешка · g6 чёрная пешка · d5 чёрная пешка · g5 белый слон · h5 чёрный король · a4 белая пешка · b4 чёрная пешка · d4 белый конь · a3 чёрная ладья · c3 белая пешка · d3 чёрная пешка · g3 чёрный слон · a2 чёрный слон · b2 чёрная пешка · g2 белая пешка · c1 чёрный конь · g1 чёрный конь | c8 белый слон · a7 белый король · f7 белый конь · a6 чёрная пешка · d6 чёрная пешка · g6 чёрная пешка · d5 чёрная пешка · g5 белый слон · h5 чёрный король · a4 белая пешка · b4 чёрная пешка · d4 белый конь · a3 чёрная ладья · c3 белая пешка · d3 чёрная пешка · g3 чёрный слон · a2 чёрный слон · b2 чёрная пешка · g2 белая пешка · c1 чёрный конь · g1 чёрный конь | c8 белый слон · a7 белый король · f7 белый конь · a6 чёрная пешка · d6 чёрная пешка · g6 чёрная пешка · d5 чёрная пешка · g5 белый слон · h5 чёрный король · a4 белая пешка · b4 чёрная пешка · d4 белый конь · a3 чёрная ладья · c3 белая пешка · d3 чёрная пешка · g3 чёрный слон · a2 чёрный слон · b2 чёрная пешка · g2 белая пешка · c1 чёрный конь · g1 чёрный конь | c8 белый слон · a7 белый король · f7 белый конь · a6 чёрная пешка · d6 чёрная пешка · g6 чёрная пешка · d5 чёрная пешка · g5 белый слон · h5 чёрный король · a4 белая пешка · b4 чёрная пешка · d4 белый конь · a3 чёрная ладья · c3 белая пешка · d3 чёрная пешка · g3 чёрный слон · a2 чёрный слон · b2 чёрная пешка · g2 белая пешка · c1 чёрный конь · g1 чёрный конь | c8 белый слон · a7 белый король · f7 белый конь · a6 чёрная пешка · d6 чёрная пешка · g6 чёрная пешка · d5 чёрная пешка · g5 белый слон · h5 чёрный король · a4 белая пешка · b4 чёрная пешка · d4 белый конь · a3 чёрная ладья · c3 белая пешка · d3 чёрная пешка · g3 чёрный слон · a2 чёрный слон · b2 чёрная пешка · g2 белая пешка · c1 чёрный конь · g1 чёрный конь | c8 белый слон · a7 белый король · f7 белый конь · a6 чёрная пешка · d6 чёрная пешка · g6 чёрная пешка · d5 чёрная пешка · g5 белый слон · h5 чёрный король · a4 белая пешка · b4 чёрная пешка · d4 белый конь · a3 чёрная ладья · c3 белая пешка · d3 чёрная пешка · g3 чёрный слон · a2 чёрный слон · b2 чёрная пешка · g2 белая пешка · c1 чёрный конь · g1 чёрный конь | c8 белый слон · a7 белый король · f7 белый конь · a6 чёрная пешка · d6 чёрная пешка · g6 чёрная пешка · d5 чёрная пешка · g5 белый слон · h5 чёрный король · a4 белая пешка · b4 чёрная пешка · d4 белый конь · a3 чёрная ладья · c3 белая пешка · d3 чёрная пешка · g3 чёрный слон · a2 чёрный слон · b2 чёрная пешка · g2 белая пешка · c1 чёрный конь · g1 чёрный конь | c8 белый слон · a7 белый король · f7 белый конь · a6 чёрная пешка · d6 чёрная пешка · g6 чёрная пешка · d5 чёрная пешка · g5 белый слон · h5 чёрный король · a4 белая пешка · b4 чёрная пешка · d4 белый конь · a3 чёрная ладья · c3 белая пешка · d3 чёрная пешка · g3 чёрный слон · a2 чёрный слон · b2 чёрная пешка · g2 белая пешка · c1 чёрный конь · g1 чёрный конь | 4 |
| 3 | c8 белый слон · a7 белый король · f7 белый конь · a6 чёрная пешка · d6 чёрная пешка · g6 чёрная пешка · d5 чёрная пешка · g5 белый слон · h5 чёрный король · a4 белая пешка · b4 чёрная пешка · d4 белый конь · a3 чёрная ладья · c3 белая пешка · d3 чёрная пешка · g3 чёрный слон · a2 чёрный слон · b2 чёрная пешка · g2 белая пешка · c1 чёрный конь · g1 чёрный конь | c8 белый слон · a7 белый король · f7 белый конь · a6 чёрная пешка · d6 чёрная пешка · g6 чёрная пешка · d5 чёрная пешка · g5 белый слон · h5 чёрный король · a4 белая пешка · b4 чёрная пешка · d4 белый конь · a3 чёрная ладья · c3 белая пешка · d3 чёрная пешка · g3 чёрный слон · a2 чёрный слон · b2 чёрная пешка · g2 белая пешка · c1 чёрный конь · g1 чёрный конь | c8 белый слон · a7 белый король · f7 белый конь · a6 чёрная пешка · d6 чёрная пешка · g6 чёрная пешка · d5 чёрная пешка · g5 белый слон · h5 чёрный король · a4 белая пешка · b4 чёрная пешка · d4 белый конь · a3 чёрная ладья · c3 белая пешка · d3 чёрная пешка · g3 чёрный слон · a2 чёрный слон · b2 чёрная пешка · g2 белая пешка · c1 чёрный конь · g1 чёрный конь | c8 белый слон · a7 белый король · f7 белый конь · a6 чёрная пешка · d6 чёрная пешка · g6 чёрная пешка · d5 чёрная пешка · g5 белый слон · h5 чёрный король · a4 белая пешка · b4 чёрная пешка · d4 белый конь · a3 чёрная ладья · c3 белая пешка · d3 чёрная пешка · g3 чёрный слон · a2 чёрный слон · b2 чёрная пешка · g2 белая пешка · c1 чёрный конь · g1 чёрный конь | c8 белый слон · a7 белый король · f7 белый конь · a6 чёрная пешка · d6 чёрная пешка · g6 чёрная пешка · d5 чёрная пешка · g5 белый слон · h5 чёрный король · a4 белая пешка · b4 чёрная пешка · d4 белый конь · a3 чёрная ладья · c3 белая пешка · d3 чёрная пешка · g3 чёрный слон · a2 чёрный слон · b2 чёрная пешка · g2 белая пешка · c1 чёрный конь · g1 чёрный конь | c8 белый слон · a7 белый король · f7 белый конь · a6 чёрная пешка · d6 чёрная пешка · g6 чёрная пешка · d5 чёрная пешка · g5 белый слон · h5 чёрный король · a4 белая пешка · b4 чёрная пешка · d4 белый конь · a3 чёрная ладья · c3 белая пешка · d3 чёрная пешка · g3 чёрный слон · a2 чёрный слон · b2 чёрная пешка · g2 белая пешка · c1 чёрный конь · g1 чёрный конь | c8 белый слон · a7 белый король · f7 белый конь · a6 чёрная пешка · d6 чёрная пешка · g6 чёрная пешка · d5 чёрная пешка · g5 белый слон · h5 чёрный король · a4 белая пешка · b4 чёрная пешка · d4 белый конь · a3 чёрная ладья · c3 белая пешка · d3 чёрная пешка · g3 чёрный слон · a2 чёрный слон · b2 чёрная пешка · g2 белая пешка · c1 чёрный конь · g1 чёрный конь | c8 белый слон · a7 белый король · f7 белый конь · a6 чёрная пешка · d6 чёрная пешка · g6 чёрная пешка · d5 чёрная пешка · g5 белый слон · h5 чёрный король · a4 белая пешка · b4 чёрная пешка · d4 белый конь · a3 чёрная ладья · c3 белая пешка · d3 чёрная пешка · g3 чёрный слон · a2 чёрный слон · b2 чёрная пешка · g2 белая пешка · c1 чёрный конь · g1 чёрный конь | 3 |
| 2 | c8 белый слон · a7 белый король · f7 белый конь · a6 чёрная пешка · d6 чёрная пешка · g6 чёрная пешка · d5 чёрная пешка · g5 белый слон · h5 чёрный король · a4 белая пешка · b4 чёрная пешка · d4 белый конь · a3 чёрная ладья · c3 белая пешка · d3 чёрная пешка · g3 чёрный слон · a2 чёрный слон · b2 чёрная пешка · g2 белая пешка · c1 чёрный конь · g1 чёрный конь | c8 белый слон · a7 белый король · f7 белый конь · a6 чёрная пешка · d6 чёрная пешка · g6 чёрная пешка · d5 чёрная пешка · g5 белый слон · h5 чёрный король · a4 белая пешка · b4 чёрная пешка · d4 белый конь · a3 чёрная ладья · c3 белая пешка · d3 чёрная пешка · g3 чёрный слон · a2 чёрный слон · b2 чёрная пешка · g2 белая пешка · c1 чёрный конь · g1 чёрный конь | c8 белый слон · a7 белый король · f7 белый конь · a6 чёрная пешка · d6 чёрная пешка · g6 чёрная пешка · d5 чёрная пешка · g5 белый слон · h5 чёрный король · a4 белая пешка · b4 чёрная пешка · d4 белый конь · a3 чёрная ладья · c3 белая пешка · d3 чёрная пешка · g3 чёрный слон · a2 чёрный слон · b2 чёрная пешка · g2 белая пешка · c1 чёрный конь · g1 чёрный конь | c8 белый слон · a7 белый король · f7 белый конь · a6 чёрная пешка · d6 чёрная пешка · g6 чёрная пешка · d5 чёрная пешка · g5 белый слон · h5 чёрный король · a4 белая пешка · b4 чёрная пешка · d4 белый конь · a3 чёрная ладья · c3 белая пешка · d3 чёрная пешка · g3 чёрный слон · a2 чёрный слон · b2 чёрная пешка · g2 белая пешка · c1 чёрный конь · g1 чёрный конь | c8 белый слон · a7 белый король · f7 белый конь · a6 чёрная пешка · d6 чёрная пешка · g6 чёрная пешка · d5 чёрная пешка · g5 белый слон · h5 чёрный король · a4 белая пешка · b4 чёрная пешка · d4 белый конь · a3 чёрная ладья · c3 белая пешка · d3 чёрная пешка · g3 чёрный слон · a2 чёрный слон · b2 чёрная пешка · g2 белая пешка · c1 чёрный конь · g1 чёрный конь | c8 белый слон · a7 белый король · f7 белый конь · a6 чёрная пешка · d6 чёрная пешка · g6 чёрная пешка · d5 чёрная пешка · g5 белый слон · h5 чёрный король · a4 белая пешка · b4 чёрная пешка · d4 белый конь · a3 чёрная ладья · c3 белая пешка · d3 чёрная пешка · g3 чёрный слон · a2 чёрный слон · b2 чёрная пешка · g2 белая пешка · c1 чёрный конь · g1 чёрный конь | c8 белый слон · a7 белый король · f7 белый конь · a6 чёрная пешка · d6 чёрная пешка · g6 чёрная пешка · d5 чёрная пешка · g5 белый слон · h5 чёрный король · a4 белая пешка · b4 чёрная пешка · d4 белый конь · a3 чёрная ладья · c3 белая пешка · d3 чёрная пешка · g3 чёрный слон · a2 чёрный слон · b2 чёрная пешка · g2 белая пешка · c1 чёрный конь · g1 чёрный конь | c8 белый слон · a7 белый король · f7 белый конь · a6 чёрная пешка · d6 чёрная пешка · g6 чёрная пешка · d5 чёрная пешка · g5 белый слон · h5 чёрный король · a4 белая пешка · b4 чёрная пешка · d4 белый конь · a3 чёрная ладья · c3 белая пешка · d3 чёрная пешка · g3 чёрный слон · a2 чёрный слон · b2 чёрная пешка · g2 белая пешка · c1 чёрный конь · g1 чёрный конь | 2 |
| 1 | c8 белый слон · a7 белый король · f7 белый конь · a6 чёрная пешка · d6 чёрная пешка · g6 чёрная пешка · d5 чёрная пешка · g5 белый слон · h5 чёрный король · a4 белая пешка · b4 чёрная пешка · d4 белый конь · a3 чёрная ладья · c3 белая пешка · d3 чёрная пешка · g3 чёрный слон · a2 чёрный слон · b2 чёрная пешка · g2 белая пешка · c1 чёрный конь · g1 чёрный конь | c8 белый слон · a7 белый король · f7 белый конь · a6 чёрная пешка · d6 чёрная пешка · g6 чёрная пешка · d5 чёрная пешка · g5 белый слон · h5 чёрный король · a4 белая пешка · b4 чёрная пешка · d4 белый конь · a3 чёрная ладья · c3 белая пешка · d3 чёрная пешка · g3 чёрный слон · a2 чёрный слон · b2 чёрная пешка · g2 белая пешка · c1 чёрный конь · g1 чёрный конь | c8 белый слон · a7 белый король · f7 белый конь · a6 чёрная пешка · d6 чёрная пешка · g6 чёрная пешка · d5 чёрная пешка · g5 белый слон · h5 чёрный король · a4 белая пешка · b4 чёрная пешка · d4 белый конь · a3 чёрная ладья · c3 белая пешка · d3 чёрная пешка · g3 чёрный слон · a2 чёрный слон · b2 чёрная пешка · g2 белая пешка · c1 чёрный конь · g1 чёрный конь | c8 белый слон · a7 белый король · f7 белый конь · a6 чёрная пешка · d6 чёрная пешка · g6 чёрная пешка · d5 чёрная пешка · g5 белый слон · h5 чёрный король · a4 белая пешка · b4 чёрная пешка · d4 белый конь · a3 чёрная ладья · c3 белая пешка · d3 чёрная пешка · g3 чёрный слон · a2 чёрный слон · b2 чёрная пешка · g2 белая пешка · c1 чёрный конь · g1 чёрный конь | c8 белый слон · a7 белый король · f7 белый конь · a6 чёрная пешка · d6 чёрная пешка · g6 чёрная пешка · d5 чёрная пешка · g5 белый слон · h5 чёрный король · a4 белая пешка · b4 чёрная пешка · d4 белый конь · a3 чёрная ладья · c3 белая пешка · d3 чёрная пешка · g3 чёрный слон · a2 чёрный слон · b2 чёрная пешка · g2 белая пешка · c1 чёрный конь · g1 чёрный конь | c8 белый слон · a7 белый король · f7 белый конь · a6 чёрная пешка · d6 чёрная пешка · g6 чёрная пешка · d5 чёрная пешка · g5 белый слон · h5 чёрный король · a4 белая пешка · b4 чёрная пешка · d4 белый конь · a3 чёрная ладья · c3 белая пешка · d3 чёрная пешка · g3 чёрный слон · a2 чёрный слон · b2 чёрная пешка · g2 белая пешка · c1 чёрный конь · g1 чёрный конь | c8 белый слон · a7 белый король · f7 белый конь · a6 чёрная пешка · d6 чёрная пешка · g6 чёрная пешка · d5 чёрная пешка · g5 белый слон · h5 чёрный король · a4 белая пешка · b4 чёрная пешка · d4 белый конь · a3 чёрная ладья · c3 белая пешка · d3 чёрная пешка · g3 чёрный слон · a2 чёрный слон · b2 чёрная пешка · g2 белая пешка · c1 чёрный конь · g1 чёрный конь | c8 белый слон · a7 белый король · f7 белый конь · a6 чёрная пешка · d6 чёрная пешка · g6 чёрная пешка · d5 чёрная пешка · g5 белый слон · h5 чёрный король · a4 белая пешка · b4 чёрная пешка · d4 белый конь · a3 чёрная ладья · c3 белая пешка · d3 чёрная пешка · g3 чёрный слон · a2 чёрный слон · b2 чёрная пешка · g2 белая пешка · c1 чёрный конь · g1 чёрный конь | 1 |
|   | a | b | c | d | e | f | g | h |   |

1.Крb8? Л:с3 2.Cd7 Лс4! 3.Ке6 Се5 4.Kf4+ Л:f4! 

Решает 1.Ке6! Cf2+ 2.Кс5 Cg3 3.Kd7 Cf2+ 4.Кb6! Cg3 5.с4! (~6.К:d5) 

5. ... С:с4 6.Kd7! Cf2+ 7.Кс5 Cg3 8.Ке6 Cf2+ 9.Kd4 Cg3 10.Kpb8! (вертикаль «с» перекрыта — 10.Кра8? Сb5!) 

10. ... b1Ф 11.Ке6! Фb2 12.Kf4+ С:f4 13.g4X

## Книги
- Chess by Milan, Burton (Ohio), 1981.